# IC 969
IC 969 је спирална галаксија у сазвјежђу Дјевица која се налази на листи објеката дубоког неба у Индекс каталогу.
Деклинација објекта је - 4° 10' 47" а ректасцензија 14h 1m 46,1s. Привидна величина (магнитуда) објекта IC 969 износи 15,0 а фотографска магнитуда 15,8. IC 969 је још познат и под ознакама NPM1G -03.0488, PGC 1061769.